# 1964 na ciência

## Eventos
- É iniciada a campanha MILOC (Military Ocenography), na sequência das decisões do “NATO Group of Military Oceanography” destinada a investigar as condições de propagação acústica submarina, nos mares da Islândia e Irlanda e ao largo dos Açores.
- 12 de outubro - União Soviética lança o foguete Voskhod 1.

## Nascimentos
| Data        | Nome             | Profissão    | Nacionalidade | Observações | Ref |
| ----------- | ---------------- | ------------ | ------------- | ----------- | --- |
| 22 de maio  | Amílcar Falcão   | farmacêutico | Portugal      |             |     |
| 22 de julho | Elvira Fortunato | cientista    | Portugal      |             |     |

## Mortes
| Data           | Nome                                     | Profissão              | Nacionalidade                            | Observações                                                                                           | Ref         |
| -------------- | ---------------------------------------- | ---------------------- | ---------------------------------------- | --- | ----------- |
| 18 de março    | Norbert Wiener                           | matemático             | Estados Unidos                           | n. 1894 Prêmio Memorial Bôcher 1933                                                                   | [ 1 ]       |
| 25 de março    | Pentti Eelis Eskola                      | geólogo                | Império Russo (Grão-Ducado da Finlândia) | n. 1883 Medalha Penrose 1951 Medalha Friedrich Becke 1958 Medalha Wollaston 1958 Prémio Vetlesen 1964 | [ 2 ] [ 3 ] |
| 14 de abril    | Tatyana Alexeyevna Afanasyeva            | matemática             | Império Russo                            | n. 1876                                                                                               |             |
| 21 de maio     | James Franck                             | físico                 | Império Alemão                           | n. 1881 Nobel da Física 1925 Medalha Max Planck 1951                                                  | [ 4 ] [ 5 ] |
| 30 de maio     | Leó Szilard                              | físico                 | Áustria-Hungria                          | n. 1898                                                                                               |             |
| 6 de novembro  | Hans Karl August Simon von Euler-Chelpin | químico                | Império Alemão / Suécia                  | n. 1873 Nobel da Química 1929                                                                         | [ 6 ]       |
| 16 de novembro | Donald Culross Peattie                   | botânico e naturalista | Estados Unidos                           | n. 1898                                                                                               |             |
| 17 de dezembro | Victor Franz Hess                        | físico                 | Áustria                                  | n. 1883 Nobel da Física 1936                                                                          | [ 4 ]       |
| 30 de dezembro | Hans Gerhard Creutzfeldt                 | neurologista           | Alemanha                                 | n. 1885                                                                                               |             |
| ??             | Henry M. Sheffer                         | lógico                 | União Soviética / Estados Unidos         | n. 1882                                                                                               |             |

## Prémios

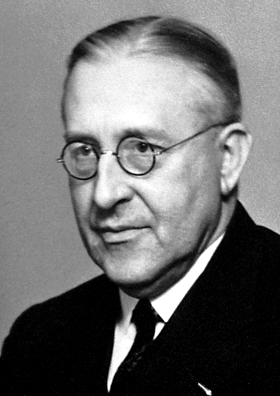
Victor Franz Hess
(1883 - 1964)

### Medalha Arthur L. Day
- James Burleigh Thompson, Jr[7]

### Medalha Bruce
- Otto Heckmann[8]

### Medalha Copley
- Sydney Chapman[9]

### Medalha Davy
- Melvin Calvin[10]

### Medalha Guy de prata
- George Box[11]

### Medalha Hughes
- Abdus Salam[12]

### Medalha Penrose
- Donnel Foster Hewett[2]

### Medalha Real
- Medicina -Francis Brambell[13]
- Aeroacústica - Michael James Lighthill[13]

### Medalha Rumford
- Hendrik Christoffel van de Hulst[14]

### Prêmio Memorial Bôcher
- Paul Cohen[1]

### Prémio Nobel
- Física - Charles Hard Townes,[4] Nicolay Gennadiyevich Basov,[4] Aleksandr Prokhorov[4]
- Química - Dorothy Crowfoot Hodgkin[6]
- Medicina - Konrad Bloch,[15] Feodor Lynen[15]